# العلاقات البوتسوانية الموريتانية
العلاقات البوتسوانية الموريتانية هي العلاقات الثنائية التي تجمع بين بوتسوانا وموريتانيا.

## مقارنة بين البلدين
هذه مقارنة عامة ومرجعية للدولتين:
| وجه المقارنة                                              | بوتسوانا                       | موريتانيا                 |
| --------------------------------------------------------- | ------------------------------ | ------------------------- |
| المساحة (كم2)                                             | 581.74 ألف                     | 1.03 مليون                |
| عدد السكان (نسمة)                                         | 2.29 مليون                     | 4.42 مليون                |
| الكثافة السكانية (ن./كم²)                                 | 3.94                           | 4.29                      |
| العاصمة                                                   | غابورون                        | نواكشوط                   |
| اللغة الرسمية                                             | لغة إنجليزية                   | اللغة العربية، لغة فرنسية |
| العملة                                                    | بولا بوتسواني                  | أوقية موريتانية، أوقية ‏   |
| الناتج المحلي الإجمالي (بليون دولار)                      | 17.41 مليار                    | 5.02 مليار                |
| الناتج المحلي الإجمالي (تعادل القوة الشرائية) بليون دولار | 35.84 مليار                    |                           |
| الناتج المحلي الإجمالي الاسمي للفرد دولار أمريكي          | 6.36 ألف                       |                           |
| الناتج المحلي الإجمالي للفرد دولار أمريكي                 | 16.10 ألف                      | 3.91 ألف                  |
| مؤشر التنمية البشرية                                      | 0.698                          | 0.506                     |
| رمز المكالمات الدولي                                      | +267                           | +222                      |
| رمز الإنترنت                                              | .bw                            | .mr                       |
| المنطقة الزمنية                                           | ت ع م+02:00، توقيت وسط إفريقيا | 00                        |

## منظمات دولية مشتركة
يشترك البلدان في عضوية مجموعة من المنظمات الدولية، منها:
| علم المنظمة | اسم المنظمة                                 | تاريخ انضمام بوتسوانا | تاريخ انضمام موريتانيا |
| ----------- | ------------------------------------------- | --------------------- | ---------------------- |
|             | مؤسسة التنمية الدولية                       | 24 يوليو 1968         | 10 سبتمبر 1963         |
|             | يونسكو                                      | 16 يناير 1980         | 10 يناير 1962          |
|             | وكالة ضمان الاستثمار متعدد الأطراف          | 15 مايو 1990          | 8 سبتمبر 1992          |
|             | الأمم المتحدة                               | 17 أكتوبر 1966        | 27 أكتوبر 1961         |
|             | مجموعة دول أفريقيا والكاريبي والمحيط الهادئ | ?                     | ?                      |
|             | الاتحاد البريدي العالمي                     | ?                     | ?                      |
|             | البنك الدولي للإنشاء والتعمير               | 24 يوليو 1968         | 10 سبتمبر 1963         |
|             | الاتحاد الدولي للاتصالات                    | 2 أبريل 1968          | 18 أبريل 1962          |
|             | منظمة حظر الأسلحة الكيميائية                | ?                     | ?                      |
|             | مؤسسة التمويل الدولية                       | 23 مارس 1979          | 29 ديسمبر 1967         |
|             | المركز الدولي لتسوية المنازعات الاستشارية   | 14 فبراير 1970        | 14 أكتوبر 1966         |
|             | منظمة التجارة العالمية                      | ?                     | 31 مايو 1995           |
|             | منظمة الشرطة الجنائية الدولية               | ?                     | ?                      |
|             | الاتحاد الأفريقي                            | 31 أكتوبر 1966        | 25 مايو 1963           |
|             | البنك الإفريقي للتنمية                      | ?                     | ?                      |

## وصلات خارجية
- موقع وزارة الخارجية البوتسوانية